# Дебора Могач
Дебора Могач (рођена Дебора Хоуг; 26. јуна 1948. године) је енглеска књижевница и сценариста. Написала је 18 романа, међу којима су: "Тулипанска грозница", "Ове глупе ствари" и сл. 

## Биографија

### Дјетињство и каријера
Дебора је једна од четири ћерке писаца Шарлот Хоуг и Ричарда Хоуга. Дио свог дјетињства је провела у Хортфордширу, а затим се преселила у Лондон. Похађала је Камден школу за дјевојке и Краљевски колеџ у Лондону. Дипломирала је на универзитету у Бристолу 1971. године на енглеском језику. Живјела је у Пакистану двије године и средином '70их у САД.

## Романи и други списи
Већина романа је савремена, бави се породичним животом, дјецом и разочаравајућим односима који се одвијају између људи. Има смисла и за комедију, али је такође написала мрачни трилер Постоље. Прича која говори о инцесту близу једног Лондонског аеродрома. И роман Свињетина који се бори против муслиманских породичних вриједности насупрот енглеским. 
Њена два историјска романа су "Тулипанска грозница" и роман "Нешто за скривање" који је објављен 2015. године. Њен други рад укључује и двије збирке кратких прича. Прерадила је многе своје романе у ТВ драме и написала признате адаптације рада других људи, међу којима је Ненси Митфордова са романом Љубав у хладној клими, као и Дневник Ане Франк. 
Њен сценарио филма Гордост и предрасуде, у којем глуми Кира Најтли номинован је за награду БАФТА. 
"Ове глупе ствари, њен комични роман о старијим људима који су се преселили у Индију како би добили приступачну његу, учинили су успјешним филмом под називом "Најбољи егзотични Мариголд хотел". 

## Лични живот
На Оксфордском Универзитету упознала је човјека који је постао њен први супруг Тони Могач. Међутим, касније су се развели и он је умро у новембру 2015. године. Мел Колман је био карикатуриста и Деборин партнер десет година. Послије његове смрти 1994. године живјела је седам година са сликаром Ксаба Пасзтором. Тренутно живи са мужем Марк Вилијамсом, који је новинар, уредник и издавач часописа. 
Има двоје одрасле дјеце: Тома који је наставник и Лоти која је новинар и писац.
1985. њена мајка је послата у затвор због помоћи смртно болесном пријатељу да изврши самоубиство. Дебора је покровитељ компаније "Достојанство у умирању" и компанија за промјену закона у помоћи при самоубиству.